# Dumbrăvești
Dumbrăveşti é uma comuna romena localizada no distrito de Prahova, na região de Muntênia. A comuna possui uma área de 29.95 km² e sua população era de 3737 habitantes segundo o censo de 2007.